# 秋口ぎぐる
秋口 ぎぐる（あきぐち ぎぐる）、本名：川上 亮（かわかみ りょう、1976年 - ）は、主にライトノベルを執筆する日本の作家、ゲームデザイナー。株式会社コザイク代表。

## 来歴
大阪府立工業高等専門学校電子情報工学科、神戸大学経営学部を卒業。2004年8月グループSNEに加入し、基本的にグループSNEのメンバーとして活動する場合は「秋口ぎぐる」名義を、個人として活動する場合は本名を使用している。
『並列バイオ』で第10回ファンタジア長編小説大賞・審査員特別賞を受賞した。受賞作では、文章中に「＝」や「/」などを使った独特の文体が注目を集めた。なお、応募時にペンネームを書いていなかったため、受賞発表時は本名が掲載された。
川上亮名義の作品『ラヴ☆アタック!』で第1回カドカワエンタテインメントNext賞を受賞している。
川上亮名義でデザインしたボードゲーム『キャット＆チョコレート』で2013年の日本ボードゲーム大賞投票部門を受賞している。
代表を務めている株式会社コザイクは、『キャット＆チョコレート』のヒットをうけ海外印刷をする事になった際に輸送会社から「法人としか取引しない」と言われ必要に迫られ設立した会社で、2022年で10周年を迎えている。

## 小説

### 秋口ぎぐる名義

#### 並列バイオシリーズ
- 並列バイオ（富士見ファンタジア文庫）
- 並列バイオ外伝 第二脱出速度蛙（未出版）
- 弾丸特急（未出版）
- 分子メール（未出版）
- 暴走学級（未出版）

#### 粛正プラトニックシリーズ
- 少女と嘘とボストン・バッグ（富士見ファンタジア文庫）
- 南国少女の海底戦艦!（富士見ファンタジア文庫）
- 連載第0話 革命前夜（未出版）
- 連載第1話 武装蜂起（未出版）
- 連載第2話 渡り廊下攻防（未出版）
- 連載第3話 新校舎奪還（未出版）
- 連載第4話 輸送車襲撃（未出版）
- 連載第5話 新指導者誕生（未出版）
- 連載第6話 最終決戦（未出版）

#### ショットガン刑事シリーズ
- 炸裂!リボルバー娘。 （富士見ミステリー文庫）
- 強奪!エプロン刑事（デカ）。（富士見ミステリー文庫）
- 刑事（デカ）暗殺。（富士見ミステリー文庫）

#### ロンドンストーリー
- 第1部 メイベルと人狼（ファミ通文庫）
- 第2部 ジュディと幽霊塔（ゴーストタワー）（ファミ通文庫）
- 第3部 ヴィッキーと彗星（ファミ通文庫）

#### 代表監督は11歳!!
- 1 どうしてぼくが監督に？の巻（集英社みらい文庫）
- 2 最強メンバーを集めろ! の巻（集英社みらい文庫）
- 3 海外遠征で大騒動!の巻（集英社みらい文庫）
- 4 激突! W杯アジア最終予選!の巻（集英社みらい文庫）

#### その他
オリジナル
- 二重螺旋の想い（未文庫化）
- バレッツ&バンディッツ 楽園の棺(富士見ファンタジア文庫)
- いつか、勇者だった少年（朝日ノベルズ）
- ガールズ・アンダーグラウンド（朝日ノベルズ）

ノベライズ
- 百鬼夜翔 水色の髪のチャイカ（アンソロジー・角川スニーカー文庫）
- 狙われたヘッポコーズ ソード・ワールド短編集 （アンソロジー・富士見ファンタジア文庫）
- ゲヘナ・ノベル シェヘラザート・ビースト（ジャイブTRPGシリーズ/原作：グループSNE）
- ゲヘナ・ノベル2 堕天使の方舟
- 瓦礫の空に煌く炎-Novel:ゲヘナ アナスタシス（アンソロジー・ジャイブTRPGシリーズ）
- 魔女館からの脱出：キャット&チョコレート（NEO GAME BUNKO）
- イクシオン サーガ 盗賊の傭兵団（講談社ラノベ文庫）
- ゴーストハンター 第3巻 アルケリンガの魔海（共著・KADOKAWA/富士見書房）

### 川上亮名義
オリジナル
- 僕らA.I（富士見ミステリー文庫）
- 青春時計（共著・富士見ミステリー文庫）
- 嘘つきは探偵のはじまり（ファミ通文庫）
- ひと夏の経験値（富士見ドラゴンブック）
- 彼女の不機嫌そうな革靴 -放課後。（アンソロジー・ピュアフル文庫）
- コミケ襲撃（TOエンタテイメント）
- 殺ルキャラ（TO文庫）
- @バスルーム(富士見L文庫)

ノベライズ
- キャサリン（富士見ドラゴンブック）
- 人狼ゲーム（既刊10巻、竹書房文庫）
- ダンガンロンパ 希望の学園と絶望の高校生 The Animation（全2巻、富士見ドラゴンブック）
- 進撃の巨人 隔絶都市の女王（上下巻、講談社ラノベ文庫）

## リプレイ
- ゲヘナ・リプレイ3 アザゼル・テンプテーション 弓と笛と放浪者たち（ジャイブTRPGシリーズ/原作：グループSNE）
- ゲヘナ・リプレイ4 アザゼル・テンプテーション 罠と幻と放浪者たち
- ゲヘナ・リプレイ5 アザゼル・テンプテーション 王女と獄と放浪者たち
- エムブリオマシンRPGリプレイ マシン・マーセナリー（integral）
- エムブリオマシンRPGリプレイ ノースランズ・メモリー
- エムブリオマシンRPGリプレイ ブラッド・ミュージック

## アナログゲーム
- テーブルトークRPG エムブリオマシンRPG - 秋口ぎぐる（グループSNE）名義
- ボードゲーム キャット＆チョコレート シリーズ - 川上亮 名義
  - キャット＆チョコレート 幽霊屋敷編
  - キャット＆チョコレート ビジネス編
  - キャット＆チョコレート 学園編
- マーダーミステリー 九頭竜館の殺人 - 川上亮 名義
- マーダーミステリー 5人の銀行強盗 - 川上亮 名義
- マーダーミステリー キャンプ場の殺人鬼 - 川上亮 名義

他、株式会社コザイク作品に多数、携わっている。

## 映像監督
すべて川上亮名義。

### 映画
- 人狼ゲーム デスゲームの運営人（2020年11月13日、AMGエンタテインメント）原作・脚本・監督[3][4]
- 札束と温泉（2023年6月30日、渋谷プロダクション）監督・脚本[5]

## 脚本作
監督作除く。すべて川上亮名義。

### 映画
- 人狼ゲーム プリズン・ブレイク（2016年、AMGエンタテインメント）原作・脚本[6]
- 人狼ゲーム ラヴァーズ（2017年、AMGエンタテインメント）原作・脚本[7]
- 人狼ゲーム マッドランド（2017年、AMGエンタテインメント）原作・脚本
- 人狼ゲーム インフェルノ（2018年、AMGエンタテインメント）原作・脚本